# Onthophagus infucatus
Onthophagus infucatus là một loài bọ cánh cứng trong họ Bọ hung (Scarabaeidae).